# Jan Östlund
Jan Östlund (* 27. August 1919; † 31. Juli 1982) war ein schwedischer Fußballspieler. Der Stürmer bestritt 1942 ein Länderspiel für die schwedische Nationalmannschaft.

## Werdegang
Östlund bestritt in den 1930er und 1940er Jahren 201 Spiele für Halmstads BK, davon 44 Partien in der Allsvenskan. 1937 debütierte er beim seinerzeitigen Zweitligisten in der Wettkampfmannschaft, beim 5:0-Auswärtserfolg beim IFK Kristianstad erzielte der Angreifer drei Tore. In der Spielzeit 1941/42 trug er mit zehn Toren zum Wiederaufstieg in die höchste Spielklasse bei, wenngleich er in den Aufstiegsspielen gegen Lundby IF Anfang Juni 1942 beim 1:1-Auswärtsunentschieden und dem 2:1-Rückspielerfolg ohne Torerfolg geblieben war.
Knapp drei Wochen nach den Aufstiegsspielen bestritt Östlund ein Länderspiel: Beim 3:0-Erfolg über Dänemark komplettierte er die Offensive um die späteren Auslandsprofis Gunnar Nordahl, Henry Carlsson und Gunnar Gren. Das Aufeinandertreffen der nordeuropäischen Mannschaften blieb sein einziges Auflaufen im Nationaljersey. Bis 1945 ging der Offensivspieler noch für HBK in der ersten Liga auf Torejagd. Beim 3:0-Erfolg über Degerfors IF im September 1942 neben Gösta Göransson und Åke Höög als Torschütze erfolgreich erzielte er sein erstes Erstligator. Bis zu seinem Abschied hatte er fünf Tore in der Allsvenskan erzielt.
Anschließend wechselte Östlund innerhalb Halmstads zum Lokalkonkurrenten und Ligarivalen IS Halmia. Für diesen lief er bis 1949 in der Allsvenskan auf, in 60 Spielen traf er zwölf Mal.
Über das weitere Leben Östlunds – insbesondere auch abseits des Fußballplatzes – ist derzeit nichts bekannt.